# 川嶋將生
川嶋 將生（かわしま まさお、1942年 - ）は、日本の歴史学者、立命館大学名誉教授。日本中世史専攻。

## 来歴
三重県生まれ。1967年、立命館大学文学部卒業。京都市史編纂所、聖母女学院短期大学助教授、立命館大学文学部助教授を経て、1990年に教授。のち特命教授、名誉教授。1995年、「中世京都文化の周縁」で立命館大文学博士。

## 著書
- 『町衆のまち 京』柳原書店　1976　記録・都市生活史
- 『中世京都文化の周縁』1992　思文閣史学叢書
- 『「洛中洛外」の社会史』思文閣出版　1999
- 『室町文化論考 文化史のなかの公武』法政大学出版局　2008　叢書・歴史学研究
- 『祇園祭 祝祭の京都』吉川弘文館　2010　歴史文化ライブラリー

## 共編著
- 『京の道』林屋辰三郎,鎌田道隆共編　創元社　1974
- 『京都町名ものがたり』鎌田道隆共著　京都新聞社　1979
- 『図説上杉本洛中洛外図屏風を見る』小沢弘共著　河出書房新社　1994
- 『日本文化デジタル・ヒューマニティーズの現在 バイリンガル版』赤間亮,矢野桂司,八村広三郎,稲葉光行共著 文部科学省グローバルCOEプログラム「日本文化デジタル・ヒューマニティーズ拠点」 (立命館大学) 監修　ナカニシヤ出版　2009　シリーズ日本文化デジタル・ヒューマニティーズ